# Glen Osborne, Pennsylvania
Glen Osborne là một thị trấn thuộc quận Allegheny, tiểu bang Pennsylvania, Hoa Kỳ. Năm 2010, dân số của thị trấn này là 547 người.